# Musophaga
Musophaga är ett fågelsläkte i familjen turakoer inom ordningen turakofåglar. Släktet omfattar endast två arter som förekommer i Afrika söder om Sahara:
- Lila turako (M. violacea)
- Gulmaskad turako (M. rossae)

Arterna inkluderas dock allt oftare i släktet i Tauraco.